# اولدوز و کلاغ‌ها
اولدوز و کلاغ‌ها نام داستانی برای نوجوانان، نوشتهٔ صمد بهرنگی است. این داستان در سال ۱۳۴۷ انتشار یافت.
در پایان داستان چنین آمده:

تمام شد در آخیر جان، جلیل قهوه خاناسی.

پاییز ۴۴
در ابتدای کتاب و به‌عنوان مقدمه، نوشتاری با عنوان ادبیات کودکان آمده‌است که در واقع بخشی از مقاله‌ای از بهرنگی دربارهٔ کتاب آوای نوگلان است که اصل آن در مجله‌های نگین (اردیبهشت ۴۷) و راهنمای کتاب خرداد (۴۷) چاپ شده‌است.
شخصیت‌های این اثر در داستان دیگر بهرنگی اولدوز و عروسک سخنگو، که پیش‌درآمدی بر اولدوز و کلاغ‌ها است نیز ظاهر می‌شوند. بهرنگی، چنان‌که خود در مؤخره‌ای بر آن داستان می‌نویسد، بر آن بود که داستان این شخصیت‌ها را در کتابی دیگر با عنوان کلاغ‌ها، عروسک‌ها و آدم‌ها ادامه دهد، اما مجال این امر را نیافت.
این داستان را می‌توان از لحاظ طرح‌شناسی ساختار در زمرهٔ داستان‌های خیالی کوتاه قرار داد.

## داستان
میرفتند به شهر کلاغ‌ها. می‌رفتند به جایی که بهتر ازخانهٔ بابا بود. می رفتند به آنجا که زن بابا نداشت.

صفحهٔ ۷۵
داستان دربارهٔ دختری تنها به نام اولدوز است که به ناچار با نامادری‌اش زندگی می‌کند. او که از دست آزارهای نامادری‌اش در عذاب است به همراه همسایه‌اش، که پسری به نام یاشار است، با کلاغی به‌نام ننه‌کلاغه دوست می‌شود. ننه‌کلاغه که می‌بیند اولدوز تنهاست برای او یک جوجه کلاغ می‌آورد تا همبازی او باشد، و همچنین صابونی را از زن‌بابا می‌دزدد و زن بابا به کیفر این جرم کلاغ را اعدام می‌کند. در نهایت کلاغ‌های دیگر برای نجات اولدوز به شهر می‌آیند و اولدوز و یاشار را سوار بر توری که خود آن دو بافته‌اند به شهر کلاغ‌ها وجنگل آسمانی، که به تعبیری آرمان شهر آن‌ها محسوب می‌شود، پرواز می‌دهند.

## اقتباس
نمایش اولدوز و کلاغ‌ها بر اساس این داستان با کارگردانی مرضیه برومند برای نخستین بار در سال ۱۳۵۹ در تئاتر شهر در تهران به نمایش درآمد.